# Roque Francisco Furtado de Melo
Se procura o desembargador e político homónimo, veja Roque Francisco Furtado de Melo.
Roque Francisco Furtado de Melo (São Roque do Pico, 28 de Novembro de 1805 — Lisboa, 2 de Novembro de 1892) foi um político e militar, que atingiu o posto de general de brigada do Exército Português. Foi sogro de Manuel de Arriaga, o primeiro Presidente da República Portuguesa.